# Ceplis
Pour plus de détails, voir Fiche technique et Distribution.
Ceplis est un film soviétique réalisé par Rolands Kalniņš d'après le roman éponyme de Pāvils Rozītis, sorti en 1972.

## Synopsis
Années 1920 à Riga. L'entrepreneur Edgars Ceplis crée une société par actions pour produire des briques à base d'argile lettone, pour l'exportation. Dans l'espoir d'un profit, beaucoup sont impliqués dans son projet. Il s'avère rapidement que l'argile n'est pas adaptée à la production de briques car sa composition est de mauvaise qualité. Avant que tout le monde ne l'apprenne Ceplis doit trouver une solution.

## Fiche technique
- Titre original : Ceplis
- Réalisation : Rolands Kalniņš
- Scénario : Viktors Lorencs d'après le roman de Pāvils Rozītis
- Photographie : Gvido Skulte
- Direction artistique : Uldis Pauzers
- Montage : Zigrīda Geistarte
- Musique : Marģeris Zariņš
- Pays d'origine :  Union soviétique
- Genre : drame
- Durée : 90 minutes
- Date de sortie : 1972

## Distribution
- Eduards Pāvuls : Ceplis
- Helga Dancberga : Berta
- Gunārs Cilinskis : Nagainis
- Regīna Razuma : Austra Zīle
- Aivars Siliņš : Edmunds Sausais
- Velta Līvija Straume : Valentīna
- Rolands Zagorskis : Caune
- Lidija Freimane : Sausene
- Artūrs Dimiters : Sesks
- Uldis Dumpis : Briedis
- Oļģerts Kroders : député Kļaviņš
- Rostislavs Gorjajevs : député Cīrulis
- Juris Strenga : Dziļupietis
- Imants Adermanis : Zutis
- Līga Liepiņa : Mme Zuša
- Edgars Liepiņš : Krauklis
- Modris Cers : Ozols
- Harijs Gerhards : Dūņa
- Margarita Vilcāne : chanteuse au restaurant
- Harijs Avens : Milord
- Jānis Zenne : cadre d'usine
- Lilita Ozoliņa : épisode